# Linea Shin-Keisei
La  Linea Shin-Keisei (新京成線?, Shin-Keisei-sen), gestita dalle Ferrovia Shin-Keisei, compagnia sussidiaria delle Ferrovie Keisei, è una ferrovia a scartamento normale che collega le stazioni di Keisei-Tsudanuma a Narashino con quella di Matsudo, entrambe nella prefettura di Chiba. Dal 2006 sono attivi anche dei servizi diretti con la linea Keisei Chiba fino alla stazione di Chiba-Chūō.

## Servizi e stazioni

### Tipologie di servizi
Tutti i treni fermano in tutte le stazioni. La maggior parte dei treni percorrono tutta la linea, mentre alcuni terminano alla stazione di Shin-Tsudanuma. La mattina e la sera alcuni treni partono o terminano a Kunugiyama. 
All'ora di punta della mattina la frequenza dei treni è ogni 4 minuti, e scende a 10 durante il resto del giorno, mentre è di 8 minuti la sera. Durante il giorno i treni si alternano con quelli che proseguono fino a Chiba Chūō sulla linea Keisei Chiba.

### Stazioni
| Num.                                                                   | Stazione          | Giapponese | Distanza | Collegamenti                                                                                        | Posizione |
| ---------------------------------------------------------------------- | ----------------- | ---------- | -------- | --------------------------------------------------------------------------------------------------- | --------- |
| SL01                                                                   | Matsudo           | 松戸       | 0.0      | ■ Linea Jōban ■ Linea Jōban Rapida                                                                  | Matsudo   |
| SL02                                                                   | Kamihongō         | 上本郷     | 1.7      | | Matsudo   |
| SL03                                                                   | Matsudo-Shinden   | 松戸新田   | 2.4      | | Matsudo   |
| SL04                                                                   | Minoridai         | みのり台   | 3.0      | | Matsudo   |
| SL05                                                                   | Yabashira         | 八柱       | 3.8      | ■ Linea Musashino (Shin-Yahashira)                                                                  | Matsudo   |
| SL06                                                                   | Tokiwadaira       | 常盤平     | 5.6      | | Matsudo   |
| SL07                                                                   | Gokō              | 五香       | 7.4      | | Matsudo   |
| SL08                                                                   | Motoyama          | 元山       | 8.7      | | Matsudo   |
| SL09                                                                   | Kunugiyama        | くぬぎ山   | 9.6      | | Kamagaya  |
| SL10                                                                   | Kita-Hatsutomi    | 北初富     | 11.3     | | Kamagaya  |
| SL11                                                                   | Shin-Kamagaya     | 新鎌ヶ谷   | 12.1     | Linea Keisei Narita Aeroporto (Narita SKY ACCESS) Linea Hokusō (HS08) Linea Tōbu Urban Park (TD-30) | Kamagaya  |
| SL12                                                                   | Hatsutomi         | 初富       | 13.3     | | Kamagaya  |
| SL13                                                                   | Kamagaya-Daibutsu | 鎌ヶ谷大仏 | 15.4     | | Kamagaya  |
| SL14                                                                   | Futawamukōdai     | 二和向台   | 16.3     | | Funabashi |
| SL15                                                                   | Misaki            | 三咲       | 17.1     | | Funabashi |
| SL16                                                                   | Takifudō          | 滝不動     | 18.5     | | Funabashi |
| SL17                                                                   | Takanekōdan       | 高根公団   | 19.5     | | Funabashi |
| SL18                                                                   | Takanekido        | 高根木戸   | 20.1     | | Funabashi |
| SL19                                                                   | Kita-Narashino    | 北習志野   | 21.0     | Linea Rapida Tōyō (TR04)                                                                            | Funabashi |
| SL20                                                                   | Narashino         | 習志野     | 21.7     | | Funabashi |
| SL21                                                                   | Yakuendai         | 薬園台     | 22.5     | | Funabashi |
| SL22                                                                   | Maebara           | 前原       | 23.9     | | Funabashi |
| SL23                                                                   | Shin-Tsudanuma    | 新津田沼   | 25.3     | ■ Linea Sōbu Rapida ■ Linea Chūō-Sōbu (Tsudanuma)                                                   | Narashino |
| SL24                                                                   | Keisei-Tsudanuma  | 京成津田沼 | 26.5     | Linea Keisei principale (KS26) Linea Keisei Chiba (KS26)                                            | Narashino |
| Servizio diretto dalla Stazione di Chiba-Chūō, via linea Keisei Chiba. |                   |            |          | |           |

## Materiale rotabile
- Shin-Keisei Serie 8000 (dal 1978)
- Shin-Keisei Serie 8800 (dal 1986)
- Shin-Keisei Serie 8900 (dal 1993)
- Shin-Keisei Serie N800 (dal 2006)

Tutti i treni appartengono ai depositi di Tsudanuma e Kunugiyama

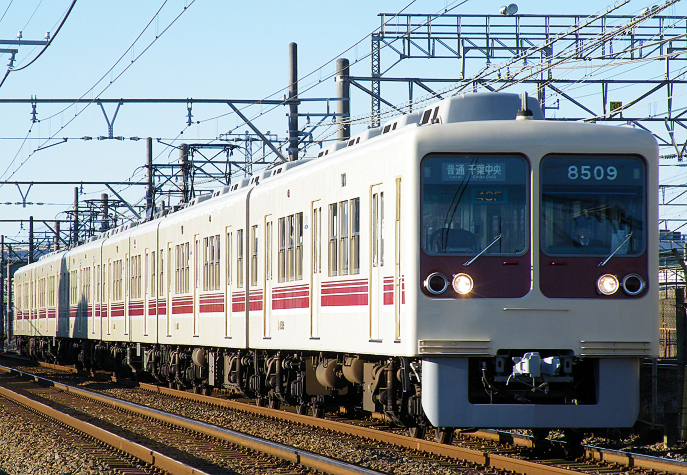
Shin-Keisei 8000
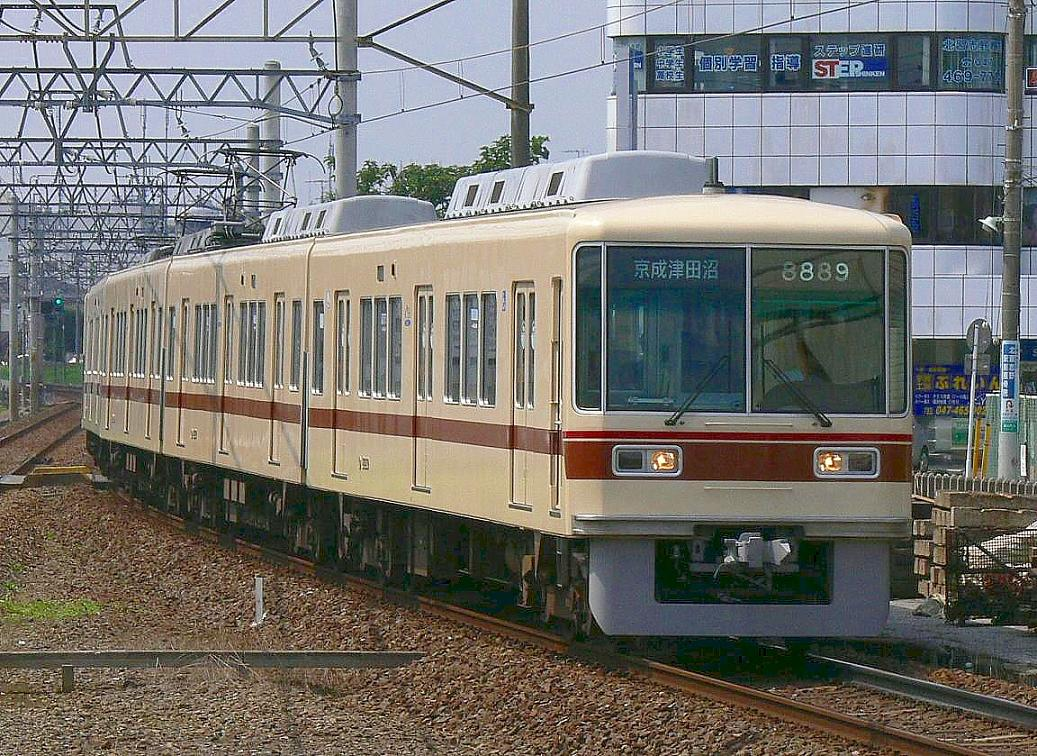
Shin-Keisei 8800
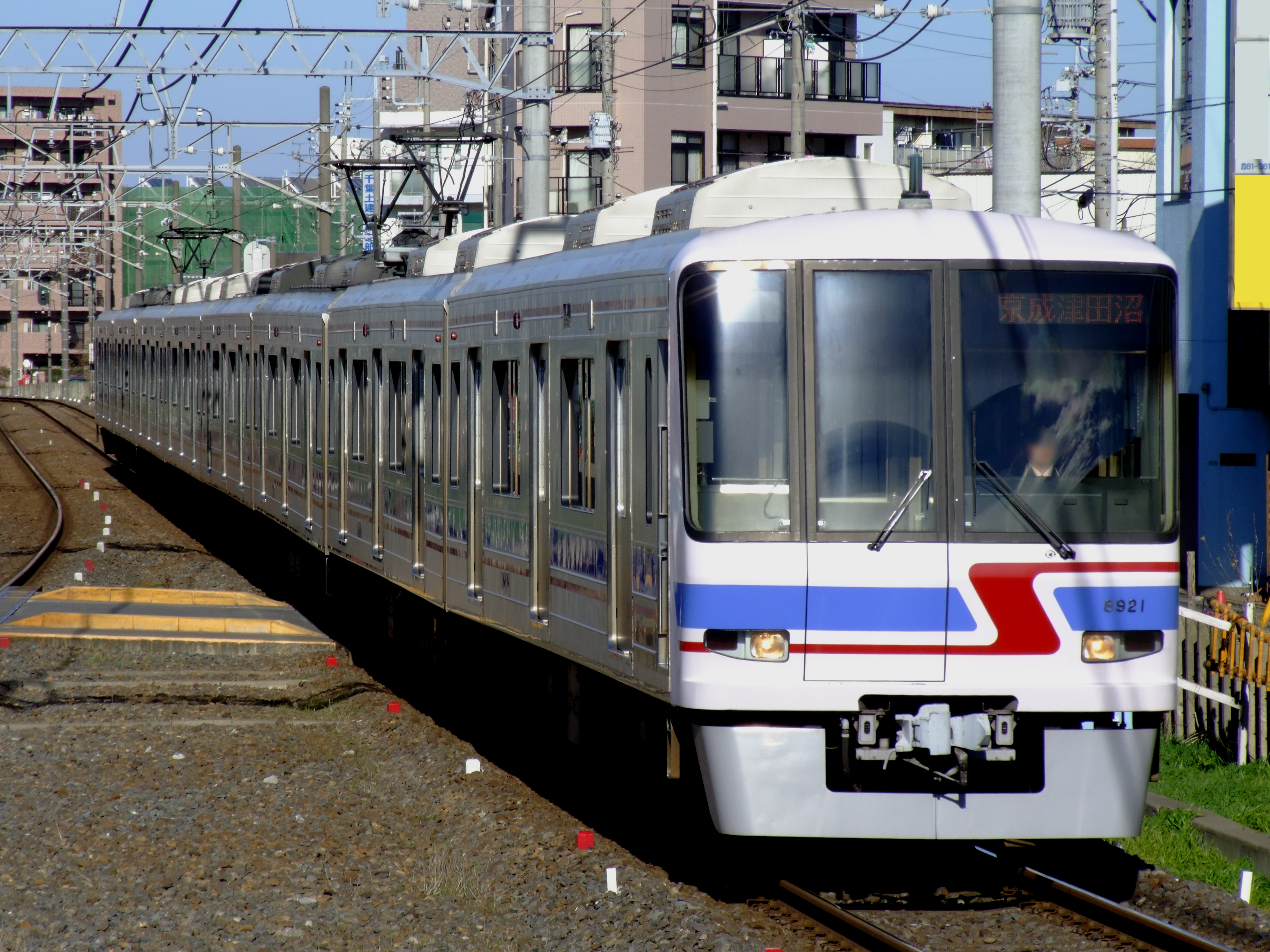
Shin-Keisei 8900
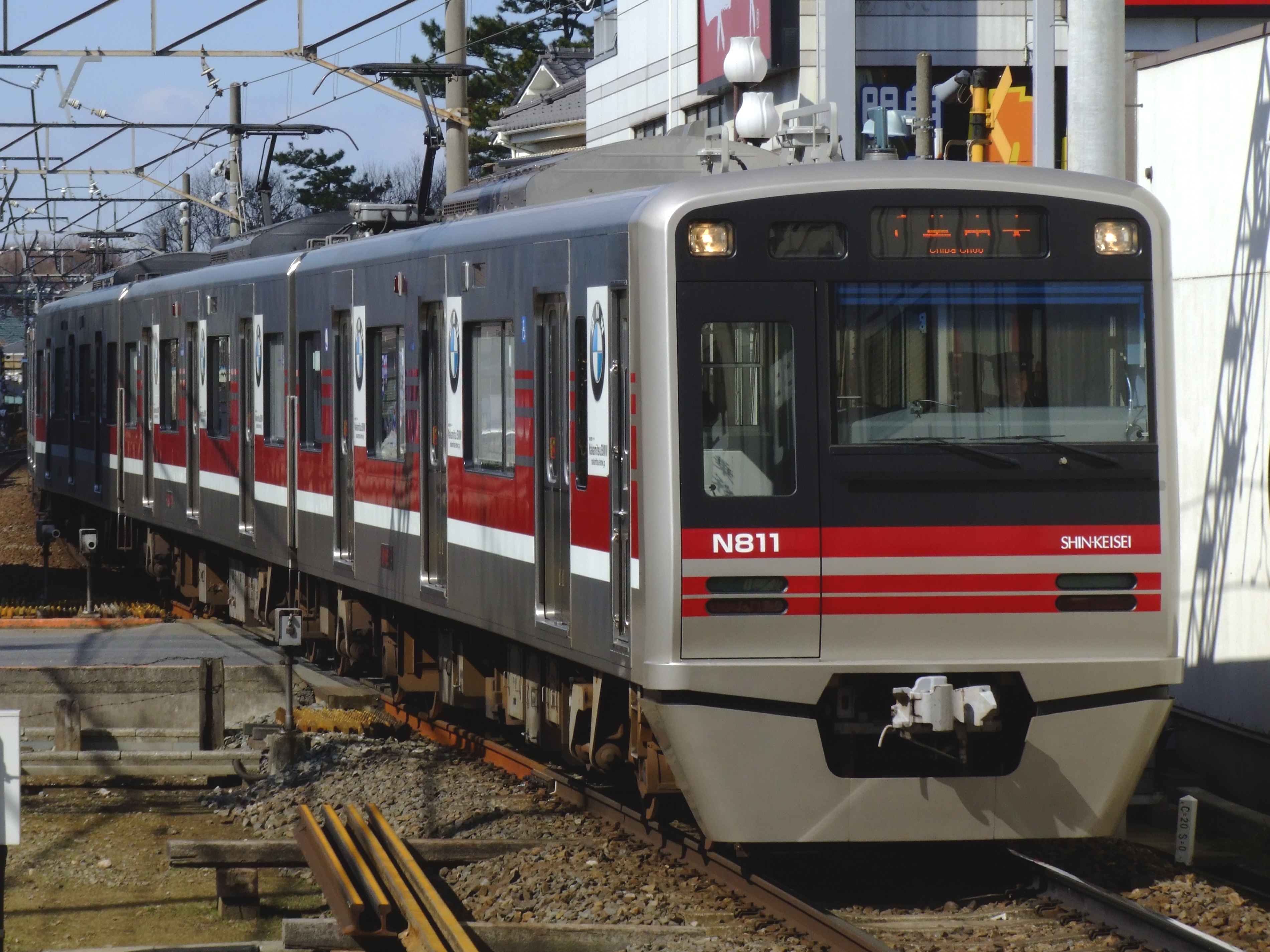
Shin-Keisei N800

### Materiale rotabile accantonato
- Keisei Serie 33
- Keisei Serie 100
- Keisei Serie 200
- Keisei Serie 300
- Keisei Serie 600
- Keisei Serie 700
- Keisei Serie 1100
- Keisei Serie 1500
- Keisei Serie 210
- Shin-Keisei Serie 800 (dal 1974 al 2010)

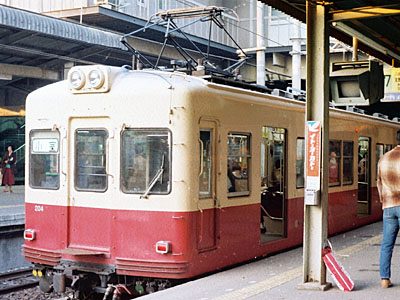
Keisei 200
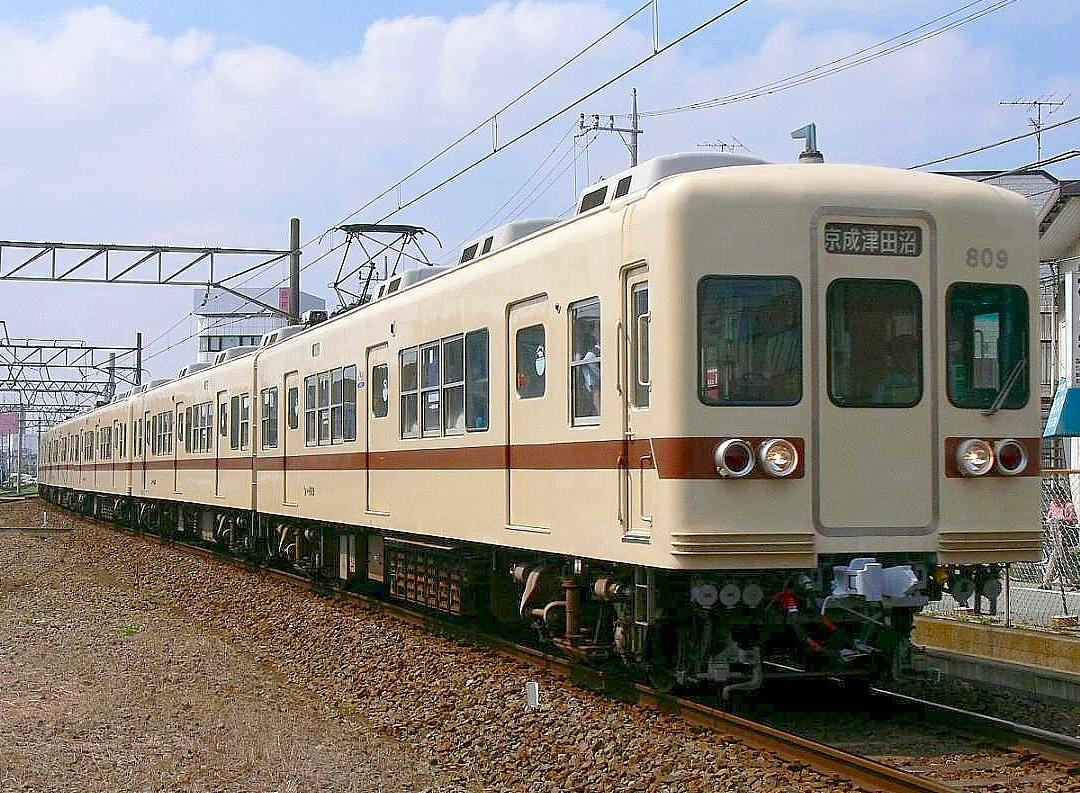
Shin-Keisei 800